# Biserica „Sfântul Arhanghel Mihail” din Cociulia
Biserica „Sf. Arhanghel Mihail” este o biserică amplasată în Cociulia, raionul Cantemir, Republica Moldova. Este un monument arhitectural de importanță națională inclus în Registrul monumentelor Republicii Moldova ocrotite de stat cu nr. 62 (raionul Cantemir). Datează din 1818.